# Lista de governadores de Michigan
O governador de Michigan é o chefe do poder executivo do estado norte-americano de Michigan e comandante das forças armadas do estado. O governador deve fazer cumprir as leis do estado e aprovar ou vetar projetos formulados pela Assembleia Geral de Michigan.
Em 1805, o território de Michigan foi criado, cinco homens foram governadores territoriais. Michigan foi elevado a categoria de estado em 1837. Quarenta e oito pessoas já ocuparam o cargo de governador do Estado.
O atual governador é o demócrata Gretchen Whitmer, no cargo desde 1 de janeiro de 2019.

## Lista de Governadores

### Governadores do Território de Michigan
Michigan fez parte da Nova França até que o Tratado de 1763 transferiu a propriedade para o Reino da Grã-Bretanha. O Tratado de Paris (1783) cedeu o território que agora pertence ao Michigan para os Estados Unidos, mas as tropas britânicas não foram retirados da área até 1896.
Antes de se tornar seu próprio território, as partes de Michigan foram administradas pelos governadores do Território do Noroeste. Em 30 de junho de 1805, o Território de Michigan foi criado, com o general William Hull como o primeiro governador territorial.
| Nº | Governador          | Imagem | Inicio de mandato      | Fim de mandato         |
| -- | ------------------- | ------ | ---------------------- | ---------------------- |
| 1  | William Hull        |        | 1 de março de 1805     | 29 de outubro de 1813  |
| 2  | Lewis Cass          |        | 29 de outubro de 1813  | 6 de agosto de 1831    |
| 3  | George Bryan Porter |        | 6 de agosto de 1831    | 6 de julho de 1834     |
| 4  | Stevens T. Mason    |        | 6 de julho de 1834     | 19 de setembro de 1835 |
| 5  | John S. Horner      |        | 19 de setembro de 1835 | 3 de julho de 1836     |

### Governadores do Estado de Michigan
| Nº  | Governador               | Inicio do mandato       | Fim do mandato          | Partido     |
| --- | ------------------------ | ----------------------- | ----------------------- | ----------- |
| 1.  | Stevens T. Mason         | 26 de janeiro de 1837   | 7 de janeiro de 1840    | Democrata   |
| 2.  | William Woodbridge       | 7 de Janeiro de 1840    | 23 de fevereiro de 1841 | Whig        |
| 3.  | James Wright Gordon      | 23 de fevereiro de 1841 | 3 de janeiro de 1842    | Whig        |
| 4.  | John S. Barry            | 3 de janeiro de 1842    | 5 de Janeiro de 1846    | Democrata   |
| 5.  | Alfeu Felch              | 5 de janeiro de 1846    | 3 de Março de 1847      | Democrata   |
| 6.  | William L. Greenly       | 4 de Março de 1847      | 3 de Janeiro de 1848    | Democrata   |
| 7.  | Epaphroditus Ransom      | 3 de Janeiro de 1848    | 7 de Janeiro de 1850    | Democrata   |
| 8.  | John S. Barry            | 7 de Janeiro de 1850    | 1 de Janeiro de 1852    | Democrata   |
| 9.  | Robert McClelland        | 1 de Janeiro de 1852    | 7 de Março de 1853      | Democrata   |
| 10. | Andrew Parsons           | 7 de Março de 1853      | 3 de janeiro de 1855    | Democrata   |
| 11. | Kinsley S. Bingham       | 3 de Janeiro de 1855    | 5 de Janeiro de 1859    | Republicano |
| 12. | Moisés Wisner            | 5 de Janeiro de 1859    | 2 de Janeiro de 1861    | Republicano |
| 13. | Austin Blair             | 2 de Janeiro de 1861    | 3 de Janeiro de 1865    | Republicano |
| 14. | Henry H. Crapo           | 3 de Janeiro de 1865    | 6 de Janeiro de 1869    | Republicano |
| 15. | Henry P. Baldwin         | 6 de Janeiro de 1869    | 1 de Janeiro de 1873    | Republicano |
| 16. | John J. Bagley           | 1 de Janeiro de 1873    | 3 de Janeiro de 1877    | Republicano |
| 17. | Charles Croswell         | 3 de Janeiro de 1877    | 1 de Janeiro de 1881    | Republicano |
| 18. | David Jerome             | 1 de Janeiro de 1881    | 1 de Janeiro de 1883    | Republicano |
| 19. | Josias Begole            | 1 de Janeiro de 1883    | 1 de Janeiro de 1885    | Democrata   |
| 20. | Russell Alger            | 1 de Janeiro de 1885    | 1 de Janeiro de 1887    | Republicano |
| 21. | Cyrus G. Luce            | 1 de Janeiro de 1887    | 1 de Janeiro de 1891    | Republicano |
| 22. | Edwin B. Winans          | 1 de Janeiro de 1891    | 1 de Janeiro de 1893    | Democrata   |
| 23. | John T. Rich             | 1 de Janeiro de 1893    | 1 de Janeiro de 1897    | Republicano |
| 24. | Hazen S. Pingree         | 1 de Janeiro de 1897    | 1 de Janeiro de 1901    | Republicano |
| 25. | Aaron T. Bliss           | 1 de Janeiro de 1901    | 1 de Janeiro de 1905    | Republicano |
| 26. | Fred M. Warner           | 1 de Janeiro de 1905    | 2 de Janeiro de 1911    | Republicano |
| 27. | Chase Osborn             | 2 de Janeiro de 1911    | 1 de Janeiro de 1913    | Republicano |
| 28. | Woodbridge Nathan Ferris | 1 de Janeiro de 1913    | 1 de Janeiro de 1917    | Democrata   |
| 29. | Albert Sleeper           | 1 de Janeiro de 1917    | 1 de Janeiro de 1921    | Republicano |
| 30. | Alex Groesbeck           | 2 de Janeiro de 1921    | 1 de Janeiro de 1927    | Republicano |
| 31. | Fred W. Green            | 1 de Janeiro de 1927    | 1 de Janeiro de 1931    | Republicano |
| 32. | Wilber M. Brucker        | 1 de Janeiro de 1931    | 1 de janeiro de 1933    | Republicano |
| 33. | William Comstock         | 1 de janeiro de 1933    | 1 de janeiro de 1935    | Democrata   |
| 34. | Frank Fitzgerald         | 1 de Janeiro de 1935    | 1 de Janeiro de 1937    | Republicano |
| 35. | Frank Murphy             | 1 de Janeiro de 1937    | 1 de janeiro de 1939    | Democrata   |
| 36. | Frank Fitzgerald         | 1 de janeiro de 1939    | 16 de Março de 1939     | Republicano |
| 37. | Luren Dickinson          | 16 de janeiro de 1939   | 1 de Janeiro de 1941    | Republicano |
| 38. | Murray Van Wagoner       | 1 de Janeiro de 1941    | 1 de Janeiro de 1943    | Democrata   |
| 39. | Harry Kelly              | 1 de Janeiro de 1943    | 1 de Janeiro de 1947    | Republicano |
| 40. | Kim Sigler               | 1 de Janeiro de 1947    | 1 de Janeiro de 1949    | Republicano |
| 41. | G. Mennen Williams       | 1 de Janeiro de 1949    | 1 de Janeiro de 1961    | Democrata   |
| 42. | John Swainson            | 1 de Janeiro de 1961    | 1 de janeiro de 1963    | Democrata   |
| 43. | George W. Romney         | 1 de Janeiro de 1963    | 22 de Janeiro de 1969   | Republicano |
| 44. | William Milliken         | 22 de Janeiro de 1969   | 1 de Janeiro de 1983    | Republicano |
| 45. | James Blanchard          | 1 de Janeiro de 1983    | 3 de Janeiro de 1991    | Democrata   |
| 46. | John Engler              | 1 de Janeiro de 1991    | 1 de Janeiro de 2005    | Republicano |
| 47. | Jennifer Granholm        | 1 de Janeiro de 2005    | 1 de Janeiro de 2011    | Democrata   |
| 48. | Rick Snyder              | 1 de Janeiro de 2011    | 1 de Janeiro de 2019    | Republicano |
| 49. | Gretchen Whitmer         | 1 de Janeiro de 2019    | Em Exercício            | Democrata   |